# Ининг ам Амерзе
Ининг ам Амерзе (њем. Inning am Ammersee) општина је у њемачкој савезној држави Баварска. Једно је од 14 општинских средишта округа Штарнберг. Према процјени из 2010. у општини је живјело 4.269 становника. Посједује регионалну шифру (AGS) 9188126.

## Географски и демографски подаци
Ининг ам Амерзе се налази у савезној држави Баварска у округу Штарнберг. Општина се налази на надморској висини од 553 метра. Површина општине износи 24,4 km². У самом мјесту је, према процјени из 2010. године, живјело 4.269 становника. Просјечна густина становништва износи 175 становника/km².